# Centrotypus ater
Centrotypus ater är en insektsart som beskrevs av Buckton. Centrotypus ater ingår i släktet Centrotypus och familjen hornstritar. Inga underarter finns listade i Catalogue of Life.